# Хайкара, Агнесса Рикхартовна
Агнесса Рикхартовна Хайкара (род. 25 сентября 1979, Мурманск) — российская юристка и социолог, общественная и политическая деятельница, писательница. Член партии КПРФ.

## Биография
Родилась 25 сентября 1979 года в Мурманске в семье финского происхождения. «Хайкара» (фин. haikara) обозначает, кроме серой цапли, большого баклана, кулика-сороку, белого аиста, голубя. Семья её прадеда, главы самой многочисленной финской партячейки РКП(б), участника установления советской власти на Кольском полуострове в 1917—1920 гг. Карла Хайкара была депортирована в 1941 году в Астрахань, где большая часть умерла от дизентерии.
В 2007 году, в 27-летнем возрасте, заочно окончила Мурманский государственный технический университет по специальности «Социальная работа».
Работала руководителем юридической службы Мурманского городского отделения КПРФ. С октября 2004 года по сентябрь 2021 года работала специалистом и ведущим специалистом управления по обеспечению законодательной деятельности аппарата в Мурманской областной думе.
Безуспешно участвовала в 2 муниципальных и 2 областных выборах кандидатом от КПРФ: в Единый день голосования 1 марта 2009 года в 3-м округе, в Единый день голосования 4 декабря 2011 года и в Единый день голосования 18 сентября 2016 года — в 4-м округе. В Единый день голосования 8 сентября 2019 года проиграла Михаилу Белошееву от партии «Единая Россия», получив 971 голос в 12-м округе.
Опасаясь негативного для себя решения суда в рамках уголовного преследования по обвинению в возбуждении вражды своей повестью «Неизвестная северная история» (2020), покинула Россию в 2020 году. По состоянию на 2023 год проживает в финском городе Рованиеми и пишет диссертацию в Лапландском университете.

### Литературное творчество
Автор документальной повести «Неизвестная северная история» (2020) о трагических судьбах 210 кольских финнов и норвежцев, подвергшихся политическим репрессиям. Книга создана по материалам официальных запросов в архивы Архангельска, Мурманска, Петрозаводска и записям в церковных книгах евангелическо-лютеранских приходов стран, которые по норвежскому проекту должны составлять «Баренц-регион». Часть тиража книги (25 из 100 экземпляров), опубликованной в 2020 году в Мурманске с использованием гранта губернатора Мурманской области Андрея Чибиса по поддержке творческой деятельности мурманских писателей, была изъята 22 декабря 2021 года Управлением ФСБ по Мурманской области из типографии. Книга была опубликована на финском языке под названием Kuka koputtaa ovellesi? («Кто стучится в мою дверь?») в 2023 году в издательстве Minerva с предисловием Эркки Туомиоя, по инициативе которого в Хельсинки создана организация «Историки без границ».
«Справку об исследовании» Хайкары подготовил Центр социокультурных экспертиз в лице Натальи Крюковой (по образованию учительницы математики) и переводчика Александра Тарасова, также проводивших экспертизу по делу о ликвидации Правозащитного центра «Мемориал». Эксперты обнаружили возбуждение вражды. Несмотря на то что в январе 2022 года недоброжелатели просили суд внести повесть «Неизвестная северная история» в Федеральный список экстремистских материалов, в ноябре того же года, после экспертизы Северо-Западного регионального центра судебной экспертизы при Министерстве юстиции РФ, повесть экстремистской признана не была.